# Andrej Vlagyimirovics Romanov orosz nagyherceg
Andrej Vlagyimirovics orosz nagyherceg (oroszul: Великий князь Андрей Владимирович Романов; Carszkoje Szelo, 1879. május 2./14. – Párizs, 1956. október 30.) orosz nagyherceg, az Orosz Cári Hadsereg tisztje.

## Élete

### Származása és ifjúkora
Andrej Vlagyimirovics nagyherceg Vlagyimir Alekszandrovics nagyherceg és Mária Alexandrina mecklenburg–schwerini hercegnő negyedik gyermekeként jött világra 1879-ben. Három bátyja közül a legidősebb, Alekszandr Vlagyimirovics még Andrej nagyherceg születése előtt elhalálozott. Szülei erősen németbarát érzéseik ellenére a kor divatjának megfelelően angol nevelőnőket biztosítottak a gyermekeiknek; majd Andrej nagyherceget és fivéreit a család hagyományaihoz híven katonai pályára küldték.
A katonai akadémia elvégzése után Andrej Vlagyimirovics csatlakozott a hadsereghez. A cári testőrséghez osztották be; hamar ezredesi rangra emelkedett. Az első világháború alatt is a testőrségnél szolgált, de a februári forradalom, mely a cári rendszer megdöntéséhez vezetett, megfosztotta Andrej Vlagyimirovicsot a seregnél betöltött posztjától.

### Magánélete

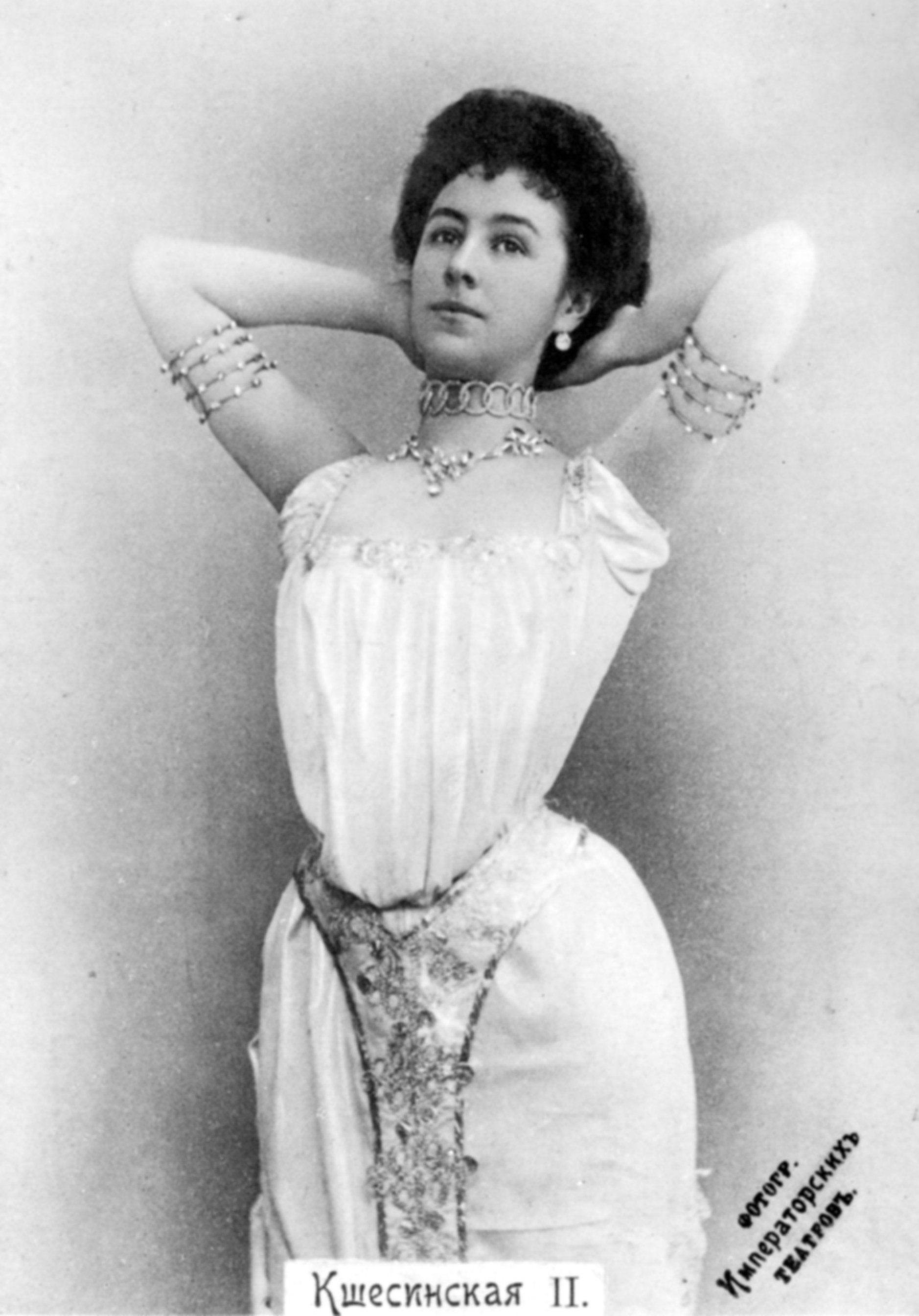
Matyilda Felikszovna Kseszinszkaja (1896; Rimszkij Korszakov Mladájában)

Andrej Vlagyimirovicsot 1901 nyarán mutatták be az Orosz Cári Balett prímabalerinájának. Matyilda Felikszovna Kseszinszkaja (1872–1971) az 1890-es években került közeli kapcsolatba a cári családdal, amikor viszonyt kezdett az akkor még csak trónörökös II. Miklós cárral. II. Miklós megszakított vele minden kapcsolatot, mikor eljegyzést kötött Alix hesseni hercegnővel. Kseszinszkaja ezután Szergej Mihajlovics nagyherceg, Andrej Vlagyimirovics unokatestvérének pártfogásába került. Egyes vélemények szerint viszonyuk volt, azonban naplóik alapján valószínűsíthető, hogy csupán barátok voltak. Kseszinszkaja így örökítette meg találkozását Andrej nagyherceggel: „Kivételesen jóképű és ugyanakkor rendkívül szégyenlős is volt, ami viszont nem rontott el semmit, éppen ellenkezőleg! A vacsora alatt véletlenül kiborított egy pohár vörösbort, aminek tartalma a ruhámra loccsant. Távolról sem voltam dühös, sőt boldogság ómeneként tekintettem a dologra… Attól a pillanattól a szívem megtelt egy olyan érzéssel, amit már régen éreztem”.
Andrej Vlagyimirovics és Matyilda Felikszovna viszonyt kezdtek, melyről tudomása volt Szergej Mihajlovicsnak is. Andrej nagyhercegnek és Kseszinszkajának egyetlen gyermeke született:
- Vlagyimir Andrejevics (1902. június 30. – 1974. április 23.), Romanovszkij-Kraszinszkij herceg.

A „Vova” becenéven ismert Vlagyimir Andrejevicset Szergej Mihajlovics is, és Andrej Vlagyimirovics is a saját fiának ismerte el, de később kiderült, hogy Vova Andrej Vlagyimirovics utódja. Kseszinszkaja naplójából kiderül, hogy Szergej Mihajlovics valószínűleg már a kezdetektől fogva tisztában volt ezzel a ténnyel: „biztosan tudom, hogy nem ő a gyermek apja, de ő szeretett és… mindent megbocsátott nekem”. Szergej nagyherceg saját pénzén neveltette fel Vovát, és Kseszinszkaja mindvégig szoros baráti kapcsolatot tartott fenn a nagyherceggel.

### Száműzetésben
Az 1917-es februári forradalmat követően Andrej Vlagyimirovics csatlakozott édesanyjához és öccséhez, Borisz Vlagyimirovicshoz, akik a Kaukázusban kerestek menedéket. Azok a családtagok, akiknek módjukban állt, elhagyták az országot, felismerve a bolsevikok jelentette veszélyt, míg Marija Pavlovna nagyhercegné legidősebb fiát, Kirill nagyherceget szándékozott az orosz trónra ültetni, így nem hagyta el Oroszországot. 1917. július 13-án Matyilda Felikszovna és Vova is megérkeztek a Kaukázusba, miután a balerina visszautasította Szergej Mihajlovics leánykérését. Közel egy évig éltek viszonylagos biztonságban, azonban 1918 augusztusában a bolsevikok elfogatták Borisz és Andrej nagyhercegeket. Pjatyigorszkba szállították őket azzal a céllal, hogy több más családtagjukhoz hasonlóan kivégzik őket. A pjatyigorszki bolsevik vezető viszont ismerte Borisz nagyherceget, így szabadon eresztették őket, de a fivérek az országból való menekülés mellett döntöttek. A fehér seregek előrenyomulása miatt emigrálási tervük eltolódott, és a fehérek biztosították nekik az Anapába való utazást, ahonnan azután 1919-ben elhajóztak.
Andrej Vlagyimirovics, Matyilda Felikszovna és Vova Franciaországban telepedtek le. 1921. január 30-án a nagyherceg nőül vette Kseszinszkaját. Mikor Kirill Vlagyimirovics 1924-ben orosz cárnak nyilvánította ki magát, 1926-ban a „Kraszinszkaja hercegnő” rangot adta Matyilda Felikszovnának, Vovából pedig „Kraszinszkij herceg” lett. Címüket 1936-ban a „Romanovszkij-Kraszinszkij hercegre” módosította, így emelve Kseszinszkaját és fiát a Romanov-ház alágának számító Romanovszkij-házba. Kseszinszkaja balettiskolát nyitott, és ennek bevételéből a család jómódban élhetett.
Andrej Vlagyimirovics egyike volt azoknak a Romanovoknak, akik elhitték, hogy Anna Anderson azonos Anasztaszija Nyikolajevna nagyhercegnővel, II. Miklós cár legfiatalabb leányával. A nagyherceg élete végéig támogatást nyújtott Andersonnak, és elismerte őt az orosz trón jogos követelőjének. Csak Andrej Vlagyimirovics halála után derült ki, hogy Anderson egyszerű parasztlány volt, míg Anasztaszija nagyhercegnő maradványait megtalálták kivégzése színhelyén, Jekatyerinburgban.
A második világháború alatt Vlagyimir Andrejevicset őrizetbe vette a Náci Párt a szovjetekkel való összejátszás gyanújával. Vlagyimir Alekszandrovics egy olyan orosz emigránsokból álló szervezet tagja volt, mely összeegyeztethetőnek tartotta a szovjet és a cári rendszert, jelszava pedig a „cár és a szovjetek” volt. Vlagyimir Andrejevics koncentrációs táborba került. Andrej Vlagyimirovics hiába mozgatott meg minden követ, fiát nem sikerült kihoznia, így csak a háború végével szabadult ki onnan.
Andrej Vlagyimirovics nagyherceg 1956. október 30-án hunyt el a francia fővárosban. Egy franciaországi orosz ortodox temetőben helyezték örök nyugalomra. Felesége rendkívül hosszú életet élt, századik születésnapja előtt nem sokkal halt meg. Fiuk, Vlagyimir Alekszandrovics soha nem nősült meg, utódot sem hagyott hátra.